# Юкалы
Юкалы (Йүкәле) — горный хребет на Южном Урале. Находится на территории Учалинского района Башкортостана.
Хребет Юкалы Башкирского (Южного) Урала протянулся вдоль меридиана между рек Караелги (приток р. Миндяк) и Тимяша (басс. р. Урал) в Учалинском района РБ.
Длина хребта — 7 км, ширина 1,5—2 км, высота 730 м (г. Калантау).
Наиболее высокие вершины хребта имеют высоту от 539 до 730 м (горы Караташ, Ишигал, Каккутан). Сколы на западной части крутые, восточной — пологие; на юго-востоке расположено урочище Юлситтэге.
Сложен андезибазальтами ирендыкской свиты, серпентинитамикемпирсайско-войкарского комплекса и габбро карбона.
На склонах хребна берут начало притоки реки Урал. Ландшафты — сосновые и берёзовые леса.

## Топонимика
Название связано с башкирским словом йүкә — липа.